# Huaycoches

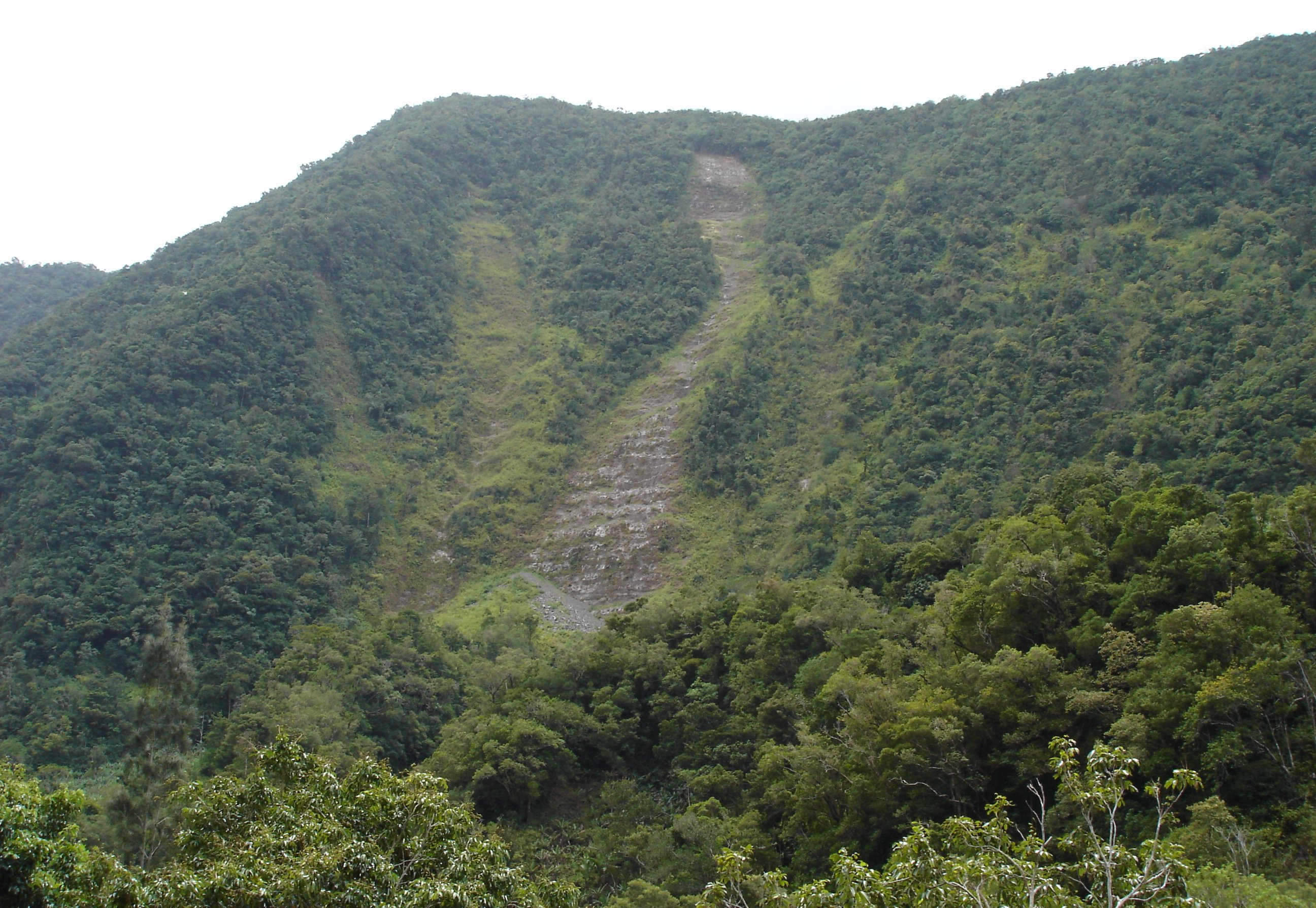
Un huaico.

Los huaicoches (del quechua wayku, 'aluvión', y del mapudungun che, 'gente') fue la denominación dada por los incas a los picunches que habitaban las quebradas del actual valle de Santiago de Chile.

## Desarrollo
Al llegar los incas al actual valle de Santiago de Chile, les llamó la atención la distribución demográfica de sus habitantes y su tendencia a vivir en las quebradas aledañas, zona de huaicos. Estas, por sus características, son fácilmente defendibles y constituían una fortaleza per se, en donde tenían sus moradas y sus cursos de agua. El problema que conllevan estas posiciones es la presencias de huaicos en periodos cuando se presenta el fenómeno climático de El Niño, cuando llueve sobre los 3000 metros derritiendo abruptamente la nieve y generando corrientes de agua que arrastran tierra y rocas.